# Молокосторож

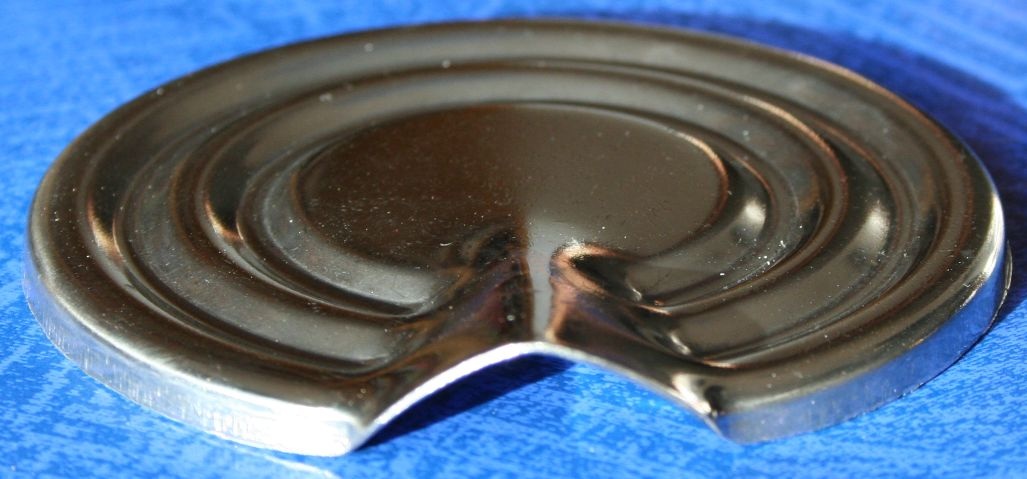
Молокосторож із нержавіючої сталі

Молокосторож — спеціальне пристосування, що охороняє від «вибігання» молока при кип'ятінні.
Молокосторож — це диск з нержавіючої сталі, алюмінію або порцеляни діаметром 6-8 см. На поверхні молокосторожа є концентричні або спіральні борозни, рівний відбортований край і піднятий носик для випуску нагрітого повітря і пари.
Молокосторож кладуть у каструлю для кип'ятіння молока, розміщуючи його приблизно по центру дна, потім заливають молоко і ставлять каструлю на вогонь. Після використання молокосторож рекомендується ретельно промити та висушити. Спеціальна каструля для кип'ятіння молока називається молоковар.